# 白須達朗
白須 達朗（しらす たつろう、1956年3月26日 - ）は、日本の実業家。新日本電工代表取締役社長や、日本鉄鋼連盟理事を務めた。

## 経歴・人物
東京都出身。1979年東京大学法学部公法学科卒業、新日本製鐵入社。2003年新日本製鐵総務部部長。2007年新日本製鐵機材部長。2009年新日本製鐵執行役員総務部長委嘱。2012年新日鐵住金執行役員北京事務所長委嘱。2013年新日鐵住金常務執行役員北京事務所長委嘱。
2015年から新日本電工代表取締役社長を務め、中央電気工業との完全経営統合や、合金鉄事業以外の強化を進めるなどした。2021年新日本電工取締役相談役に退いた。この間、日本鉄鋼連盟理事、鉄鋼学園評議員なども務めた。